# Ana Juan

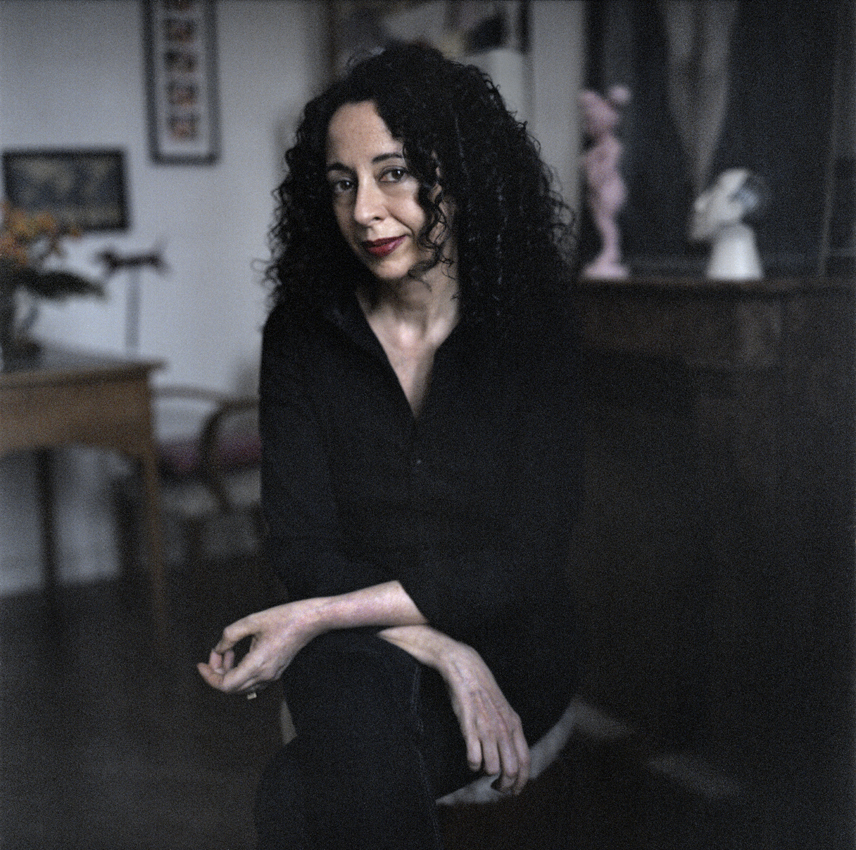
L’autrice, artista e illustratrice Ana Juan. Foto di Laura Martínez Lombardía

Ana Juan (Valencia, 1961) è un'illustratrice, pittrice e scultrice spagnola.

## Biografia
Studia Belle Arti alla Universidad Politécnica di Valencia, dove si diploma nel 1982. Dopo essersi trasferita a Madrid nel pieno della movida, inizia a pubblicare i propri lavori su diverse riviste quali La Luna de Madrid e Madriz, dove per i primi sette mesi è l’unica artista donna, e dove realizza fumetti propri o illustra sceneggiature di altri autori.
Nel 1991 risiede a Parigi ed espone i suoi dipinti a Ginevra e New York; nel 1994 trascorre tre mesi in Giappone grazie a una borsa di studio della casa editrice Kōdansha. Al 1995 risale l’inizio della sua collaborazione con il New Yorker, per cui negli anni ha realizzato oltre una ventina di copertine, tra cui “Solidarité”, dedicata all’attentato alla sede del settimanale satirico francese Charlie Hebdo. Collabora inoltre con El País e illustra numerose copertine di romanzi di Isabel Allende per il marchio editoriale Plaza & Janés (Penguin Random House), tra cui: Retrato en Sepia, Eva Luna, El cuaderno de Maya, De amor y de sombra.
Nel 2017 è stata uno dei pochi artisti a ottenere da Stephen King il permesso di illustrare una sua opera, nello specifico l’edizione spagnola del racconto The Man in the Black Suit (El hombre del traje negro, Nórdica Libros, 2017).
Dal 2002 si occupa di illustrazione per bambini e adulti mantenendo, come ammette lei stessa, una predilezione per “mondi oscuri” e immagini in bianco e nero.
La sua opera multiforme le ha valso nel 2010 il prestigioso Premio nazionale di illustrazione conferito dal Ministero della Cultura spagnolo.
È autrice e illustratrice di numerosi libri, spesso in collaborazione con Matz Mainka, pubblicati in Italia dalla casa editrice #logosedizioni.

## Premi e riconoscimenti
- 1984: Miglior copertina dell’anno, Salón del Comic Barcellona, Revista MADRIZ nº 3
- 1988: Trofeo Laus per la Miglior illustrazione commerciale, Paga tú
- 1995, 1996, 1997 e 1998: Medaglia d’argento categoria Illustrazione, Society of Newspaper Design, Art and Illustration portfolio
- 1996, 1997 e 1998: Premio d’eccellenza, Society of Newspaper Design, USA, Art and Illustration portfolio / Two or more colors
- 2001: Premio della Conselleria de Cultura Educació i Ciència de la Generalitat Valenciana per il Miglior libro illustrato, con Snowhite, Edicions de Ponent[10]
- 2005: The Ezra Jack Keats, USA, con The Night Eater, Arthur Levine Books[11]
- 2007: Premio Junceda de Ilustración, Categoria Junceda Iberia, con For you are a kenyan child, Simon & Schuster
- 2007-2008: premio al miglior libro pubblicato nella Comunità valenciana categoria Miglior libro pubblicato in castigliano, con Demeter, Edicions de Ponent
- 2009: Menzione del Premio CCEI de Ilustración, con Bibi y las bailarinas, Alfaguara
- 2010: Premio nazionale di illustrazione, conferito dal Ministero della cultura spagnolo[12]
- 2012: Medaglia Sant Carles, Facoltà di Belle Arti, Valencia[13]
- 2017: Premio ADCV ORO, categoria “nuovi media: installazioni” per la mostra interattiva “Ana Juan. Dibujando al otro lado” (realizzata in collaborazione con il Politecnico di Valencia)[14]
- 2017: Premio ADCV ORO, categoria nuovi media: gaming per il progetto “Earthland, Snowhite’s Mystery Tale” (progetto parallelo alla mostra “Ana Juan. Dibujando al otro lado”, realizzato in collaborazione con il Politecnico di Valencia)[14]
- 2020: Premio Gràffica[15]

## Mostre

### Mostre personali
- 1988 Galerie Notuno, Ginevra
- 1989 Galería Mama Graf, Siviglia
- 1992 “Opera grafica”, Galería del Progreso, Madrid
- 1992 121 Greene Street Gallery, New York
- 1993 “Opera grafica”, Galería Viciana, Valencia
- 1993 “Opera grafica”, Galería Bubión, Granada
- 1993 “Opera grafica”, Galería Jordi Barnadas, Barcellona
- 1993 Galería del Progreso, Madrid
- 1994 121 Greene Street Gallery, New York
- 1994 Art Miami, 121 Greene Street Gallery, New York
- 1997 Galería Taller Mayor 28, Madrid
- 1997 Galería Tiempos Modernos, Madrid
- 1998 “Scultura”, Galería Tiempos Modernos, Madrid
- 1999 Bellreguard, Casa de Cultura, Valencia
- 1999 Galería Sen, Madrid
- 2000 Artexpo 2000, Galería María José Castellví, Barcellona
- 2005 “Cor i Foscor”, Casal Solleric, Palma de Mallorca
- 2011 “Snowhite's Secret Box”, Museo ABC, Madrid
- 2012 “Snowhite's Secret Box”, Pinacoteca Nazionale di Bologna
- 2014 “Ana Juan. Carteles 2002-2014”, La factoría de papel, Madrid
- 2014 “Amantes”, “Carmilla”, “Frida” e “Snowhite”, Museo de la ciudad, Querétaro
- 2017 “Ana Juan. Dibujando al otro lado”, Museo ABC, Madrid (mostra interattiva in collaborazione con il Politecnico di Valencia)[16]
- 2017 “El hombre del traje negro”, mostra tavole originali, Panta Rhei, Madrid
- 2019 “ANNA DEI MIRACOLI. Mostra a cielo aperto #logosedizioni & CHEAP”, via Indipendenza e via San Giuseppe, Bologna
- 2023 “Ana Juan. La grande battaglia”, Complesso San Paolo, Modena, in occasione di DIG Festival[17]

### Mostre collettive
- 1991 “Arco 91”, Ediciones Dos Negritos, Madrid
- 1992 “Collage”, Galería del Progreso, Madrid
- 1993 “El canto de la tripulación”, Galería Detursa, Madrid
- 1993 “10° aniversario”, Galería Viciana, Valencia
- 1993 “Bestiario”, Galería del Progreso, Madrid
- 1994 “El muro de Woodstock”, Woodstock94, Woodstock
- 1995 “Falsos originales”, Galería Maeght, Barcellona
- 1995 “L'Homme sans tête”, Galerie Michel Lagarde, Parigi
- 1995 “El objeto del arte”, Fundación Juan March, Cuenca
- 1999 “Tango”, Galerie Contours, Amburgo
- 2001 “Arco 2001”, Galería Sen, Madrid
- 2001 “Los cuatro sentidos”, Galería Maria José Castellví, Barcellona
- 2001 “La elegancia del espíritu”, Galería María José Castellví, Barcellona
- 2001 “Mi mejor amigo”, Galería Sen, Madrid
- 2001 “Tipos ilustrados”, Cromotex, Madrid
- 2012 “Les couvertures du New Yorker”, Galerie Martel, Parigi
- 2014 Latin Beat Film Festival, T-Site Daikanyama, Tokyo, con Roger Olmos e Alejandro Magallanes
- 2016 “Sobras de arte”, La factoría de papel, Madrid
- 2017 “Sobras de arte”, La factoría de papel, Madrid
- 2017 “El tercer año”, La factoría de papel, Madrid
- 2017 “Fanzination. Los fanzines de cómic en España, Institut Valencià d'Art Modern (IVAM), Valencia[18]
- 2017 “Los siete pecados capitales”, Espai Refugi @ Galería Shiras, Valencia
- 2017–18 “Pasa página. Una invitación a la lectura”, Museo Biblioteca Nacional de España, Madrid
- 2018, “Under the Influence: The Private Collection of Peter de Sève”, Society of Illustrators, New York[19]
- 2019, “Milagros”, Instituto Cervantes, Roma (con Roger Olmos)[20]

- 2019, “Milagros”, Instituto Cervantes, Napoli (con Roger Olmos)[21]
- 2020, “The Turn of the Screw”, mostra online
- 2020, "Bestiario para después de… ”, La factoría de papel, Madrid

## Libri (selezione)
- 2001, Amantes, 1000 editions, Spagna
- 2001, Snowhite, Edicions de Ponent, Spagna
- 2002, Frida (scritto da Jonah Winter), Arthur Levine Books, USA
- 2004, Elena’s Serenade (scritto da Campbell Geeslin), Simon & Schuster, USA
- 2004, The Night Eater, Arthur Levine Books, USA
- 2006, For You Are a Kenyan Child (scritto da Kelly Cunnane), Simon & Schuster, USA
- 2007, Demeter (scritto da Bram Stoker), Edicions de Ponent, Spagna
- 2007, The Jewel Box Ballerinas (scritto da Monique de Varennes), Schwartz & Wade Books, Random House, USA
- 2008, Bibi y las bailarinas (scritto da Monique de Varennes), Alfaguara, Spagna
- 2008, The Elephant Wish (scritto da Lou Berger), Schwartz & Wade Books, Random House, New York, USA
- 2008, Cuentos esenciales (scritto da Guy de Maupassant, traduzione di José Ramón Monreal), Literatura Random House, Spagna
- 2010, Amantes (traduzione di Fabio Regattin), #logosedizioni, Italia
- 2010, Circus, #logosedizioni, Italia
- 2010, L’isola (scritto da Matz Mainka, traduzione di Antonella Lami), #logosedizioni, Italia
- 2011, The Girl Who Circumnavigated Fairyland in a Ship of Her Own Making (scritto da Catheryne M. Valente), Feiwel & Friends, USA
- 2011, The Pet Shop Revolution, Arthur Levine Books, USA
- 2011, Snowhite (traduzione di Antonella Lami e Bill Dodd), #logosedizioni, Italia
- 2011, Sorelle (scritto da Matz Mainka, traduzione di Antonella Lami), #logosedizioni, Italia
- 2011, Cartoline Ana Juan, #logosedizioni, Italia
- 2011, Wakefield (scritto da Nathaniel Hawthorne, traduzione di María José Chuliá), Nørdica Libros, Spagna
- 2012, Promesse (scritto da Matz Mainka), #logosedizioni, Italia
- 2012, Demeter (scritto da Bram Stoker, traduzione di Antonella Lami), #logosedizioni, Italia
- 2012, The Girl Who Fell Beneath Fairyland and Led the Revels There (scritto da Catheryne M. Valente), Feiwel & Friends, USA
- 2013, The Girl Who Soared Over Fairyland and Cut the Moon in Two (scritto da Catheryne M. Valente), Feiwel & Friends, USA
- 2013, Carmilla (scritto da Sheridan Le Fanu, traduzione di Juan Elías Tovar Cross), Fondo de cultura económica, Messico
- 2013, Otra vuelta de tuerca (scritto da Henry James, traduzione di José Bianco), Galaxia Gutenberg, Spagna
- 2014, Mi querida Babel (musica e testo di Juan Pablo Silvestre, concept di Oscar Mariné), La mano cornutta, Spagna
- 2014, Ana Juan. Catalogo, #logosedizioni, Italia
- 2015, Carmilla (scritto da Sheridan Le Fanu, traduzione di Francesca Del Moro), #logosedizioni, Italia
- 2015, Lacrimosa (scritto da Matz Mainka), #logosedizioni, Italia
- 2015, The Boy Who Lost Fairyland (scritto da Catheryne M. Valente), Feiwel & Friends, USA
- 2016, Hermanas (scritto da Matz Mainka), Edelvives, Spagna
- 2016, Frida (scritto da Jonah Winter, traduzione di Fabio Regattin), #logosedizioni, Italia
- 2017, El hombre del traje negro (scritto da Stephen King, traduzione di Íñigo Jáuregui), Nørdica Libros, Spagna
- 2018, Pelea como una chica (scritto da Sandra Sabates), Editorial Planeta, Spagna
- 2019, Anna dei miracoli (traduzione di Valentina Vignoli), #logosedizioni (in collaborazione con CBM Italia), Italia
- 2019, Un milagro para Helen, Libros del zorro rojo, Spagna
- 2019, Otra vuelta de tuerca (scritto da Henry James, traduzione di José Bianco), Lunwerg, España
- 2020, La vida secreta de los gatos (scritto da Marta Sanz), Lunwerg, Spagna
- 2020, L’uomo vestito di nero (scritto da Stephen King, traduzione di Silvia Fornasiero), Sperling & Kupfer, Italia
- 2020, Ortigas a manos llenas (scritto da Sara Mesa), librerías de La Conspiración de la Pólvora, Editorial La uÑa RoTa, Editorial Delirio, La Moderna editora, Spagna
- 2020, Revolución en la tienda de animales, Baobab, Planeta, Spagna
- 2021, La vita segreta dei gatti (scritto da Marta Sanz, traduzione di Federico Taibi), #logosedizioni, Italia

## Copertine
- 2006, La casa de los espíritus, di Isabel Allende, Debolsillo, Spagna
- 2006, Retrato en sepia, di Isabel Allende, Debolsillo, Spagna
- 2006, Mi país inventado, di Isabel Allende, Debolsillo, Spagna
- 2011, Inés del alma mía, di Isabel Allende, Random House Mondadori, Spagna
- 2011, El cuaderno de Maya, di Isabel Allende, Random House Mondadori, Spagna
- 2011, La suma de los días, di Isabel Allende, Plaza & Janes Editores, Spagna
- 2011, Hija de la fortuna, di Isabel Allende, Random House Mondadori, Spagna
- 2011, La isla bajo el mar, di Isabel Allende, Random House Mondadori, Spagna
- 2011, Il quaderno di Maya, di Isabel Allende, Feltrinelli, Italia
- 2012, Amor, di Isabel Allende, Plaza & Janes Editores, Spagna
- 2012, Cuentos de Eva Luna, di Isabel Allende, Plaza & Janes Editores, Spagna
- 2013, Ritratto in seppia, di Isabel Allende, Feltrinelli, Italia
- 2013, Il mio paese inventato, di Isabel Allende, Feltrinelli, Italia
- 2013, Inés dell’anima mia, di Isabel Allende, Feltrinelli, Italia
- 2014, La città delle bestie, di Isabel Allende, Feltrinelli, Italia
- 2014, Paula, di Isabel Allende, Feltrinelli, Italia
- 2015, Paula / La suma de los días, di Isabel Allende, Debolsillo, Spagna
- 2015, La somma dei giorni, di Isabel Allende, Feltrinelli, Italia
- 2015, Il regno del drago d’oro, di Isabel Allende, Feltrinelli, Italia
- 2015, L’isola sotto il mare, di Isabel Allende, Feltrinelli, Italia
- 2017, Paula, di Isabel Allende, Debolsillo, Spagna
- 2018, Eva Luna, di Isabel Allende, Debolsillo, Spagna
- 2019, El plan infinito, di Isabel Allende, Debolsillo, Spagna
- 2020, El libro de los anhelos, di Sue Monk Kidd, Ediciones B, Spagna
- 2020, De amor y de sombra, di Isabel Allende, Plaza & Janes Editores, Spagna

## Copertine perThe New Yorker
- 13 luglio 1998, New Yorker July 13th, 1998
- 2 agosto 1999, City in Mourning
- 31 luglio 2000, A Star is Born
- 2 ottobre 2000, Page-turner
- 4 marzo 2002, Let the Fur Fly
- 16 settembre 2002, Dawn Over Lower Manhattan
- 14 aprile 2003, Action
- 2 febbraio 2004, Huddling for Warmth
- 10 maggio 2004, Open Wound
- 27 settembre 2004, Brought to Heel
- 13 e 20 giugno 2005, Début on the Beach
- 12 settembre 2005, Requiem
- 3 marzo 2008, Fading
- 10 marzo 2008, Blossoms
- 1 settembre 2008, Object of Desire
- 8 febbraio 2010, Baby, it’s Cold Outside
- 29 marzo 2010, Homage
- 12 settembre 2011, Reflections
- 25 marzo 2013, Art and Architecture
- 27 maggio 2013, Defiance[22]
- 24 marzo 2014, Metamorphosis[23]
- 19 gennaio 2015, Solidarité[24]
- 19 e 26 dicembre 2016, Yule Dog[25]
- 8 ottobre 2018, Unheard[26]

## Altro
- 2002, Manifesto per il film A Snake of June, di Kayju Teather e Shinya Tsukamoto, Giappone
- 2002, Copertina Venti4 Magazine Imperi dei sensi
- 2006, Manifesto Latin Beat Film Festival
- 2006, Manifesto Feria del Libro de Madrid
- 2007, Manifesto Latin Beat Film Festival
- 2008, Manifesto Latin Beat Film Festival
- 2010, Manifesto Latin Beat Film Festival
- 2011, Poster per la Campaña fomento de la lectura, Fundació Bromera
- 2012, Cirque Jules Verne, Saison Équestre 2012–13
- 2012, Isabel Allende slipcase, Random House Mondadori
- 2013, Manifesto Latin Beat Film Festival
- 2020, Tarot Cats, Fournier
- 2020, Manifesto XXIX Festival Internacional en el Camino de Santiago